# Rotenfels
Der Rotenfels (327 m ü. NHN) ist ein Berg auf dem Gebiet der Ortsgemeinde Traisen, zwischen Bad Münster am Stein-Ebernburg, Norheim im Westen und Rüdesheim (Nahe) im Norden. Er ist Naturschutzgebiet und Ziel von erfahrenen Kletterern.

## Geografie
Der Berg mit einer sanften Gipfelhochfläche hat seinen Namen von der auffallenden rötlichen Südwestwand, mit der er zur Nahe abstürzt. Die Wandflucht ist etwa 1200 Meter lang und etwa 200 Meter hoch, sie gilt als höchste Felswand zwischen den Alpen und Skandinavien. Der Großteil des Rotenfels liegt auf dem Gebiet der Gemeinde Traisen.
Unterhalb des Rotenfels, an der Nahe, verlaufen die Landesstraße 235 und eine zweigleisige Bahnstrecke (KBS 680/Nahetalbahn). Dort befindet sich die Weinlage Traiser Bastei, die Lage Traiser Rotenfels liegt westlich des Steilhangs.

## Geologie
Das Felsmassiv besteht aus rötlichem Rhyolith, einem Quarzporphyr-Gestein mit feinkörnig-kristalliner Struktur. Vor 270 bis 260 Millionen Jahren bildete sich in einer Phase besonders reger vulkanischer Aktivität durch glutflüssig aufsteigendes Magma das nach seiner Erstarrung sehr witterungsbeständige, rötliche Gestein des Rotenfelsens. Hydrothermal zersetzte Zonen sind an der helleren Färbung erkennbar. Dort sind die Feldspate in Kaolin umgewandelt. Die Nahe hat diese Felsstruktur als Steilufer über Jahrtausende in den Fels gefräst und einen Großteil des Verwitterungsschutts abtransportiert.

## Naturschutzgebiet Rotenfels
Der Rotenfels ist hinsichtlich seiner Fauna (Greifvögel) und reichen Flora ein in weitem Umkreis einzigartiges Biotop und wurde deswegen schon früh, d. h. 1939, von der Bezirksregierung Koblenz unter Naturschutz gestellt. Im Jahr 1998 wurden von der Bezirksregierung in einer Rechtsverordnung ergänzende Bestimmungen über das Naturschutzgebiet festgelegt.
Der Schutzzweck ist die Erhaltung und die Entwicklung des Bergmassivs mit seinen Felspartien
- als Standort seltener, in ihrem Bestand bedrohter Pflanzen und Pflanzengesellschaften,
- als Lebensraum bestandsbedrohter Tiere,
- wegen seiner geologischen Beschaffenheit sowie
- aus wissenschaftlichen und landeskundlichen Gründen.

Das Naturschutzgebiet hat eine Größe von 91 ha. Für das Klettern im Bereich des Massivs gelten daher Einschränkungen.

## Klettern am Rotenfels
Anders als sogenannte „Plaisirkletterrouten“, die gut abgesichert sind und geringe objektive Gefahren aufweisen, sind die Routen am Rotenfels zum Teil außerordentlich gefährlich, weil die Wand überwiegend aus meist keilförmigen, ineinandergesteckten Blöcken zusammengesetzt ist, die bei Zugbelastung häufig ausbrechen. Zwar gibt es inzwischen in einigen Routen zementierte Standhaken und an manchen Schlüsselstellen Bohrhaken, aber Zwischensicherungen sind wegen der losen Oberflächenstruktur schwierig anzubringen. Der Rotenfels ist daher kein Sportklettergebiet, sondern hat ernsten alpinen Charakter und ist nur für erfahrene Kletterer geeignet. Zudem ist gute Ortskenntnis nötig, um sich in der Vielzahl von Rinnen, Kaminen, Türmen, Bruchwänden und Schrofenhängen zu orientieren. Eine zusätzliche Erschwernis ist, dass das Verwitterungsprodukt des kluftreichen Gesteins einen hervorragenden Nährboden für Pflanzen darstellt, sodass die Wand in der Vegetationsperiode, von oben betrachtet, wie eine grüne Wiese aussieht.
Der Alpenverein empfiehlt Gebietsfremden, sich von einem Ortskundigen führen zu lassen.
Man gelangt zum Einstieg der Kletterrouten durch seilfreies Absteigen von der Hochfläche oder (seltener) Aufsteigen (bis zum Schwierigkeitsgrad 3) über größtenteils schottergefüllte steile Rinnen und Kamine. Für die Routen bis zum 7. Grad, zwischen drei und fünf Seillängen lang, benötigt man bis zu 3 Stunden. Das Abseilen ist problematisch, da sich das Seil an den vielen Zacken leicht verhängt.
Als bedeutendes Felsbiotop und Naturschutzgebiet unterliegt die Felswand strengen Kletterbeschränkungen. Zum Schutz der Wanderfalken ist deshalb das Klettern im Wandteil westlich der Bastei ganzjährig gesperrt, östlich der Bastei vom 1. Januar bis 30. Juni. Ausnahmeregelungen für Freigaben zum Klettern innerhalb des regulären Sperrzeitraums werden in der Regel Ende April / Anfang Mai bekannt gegeben.

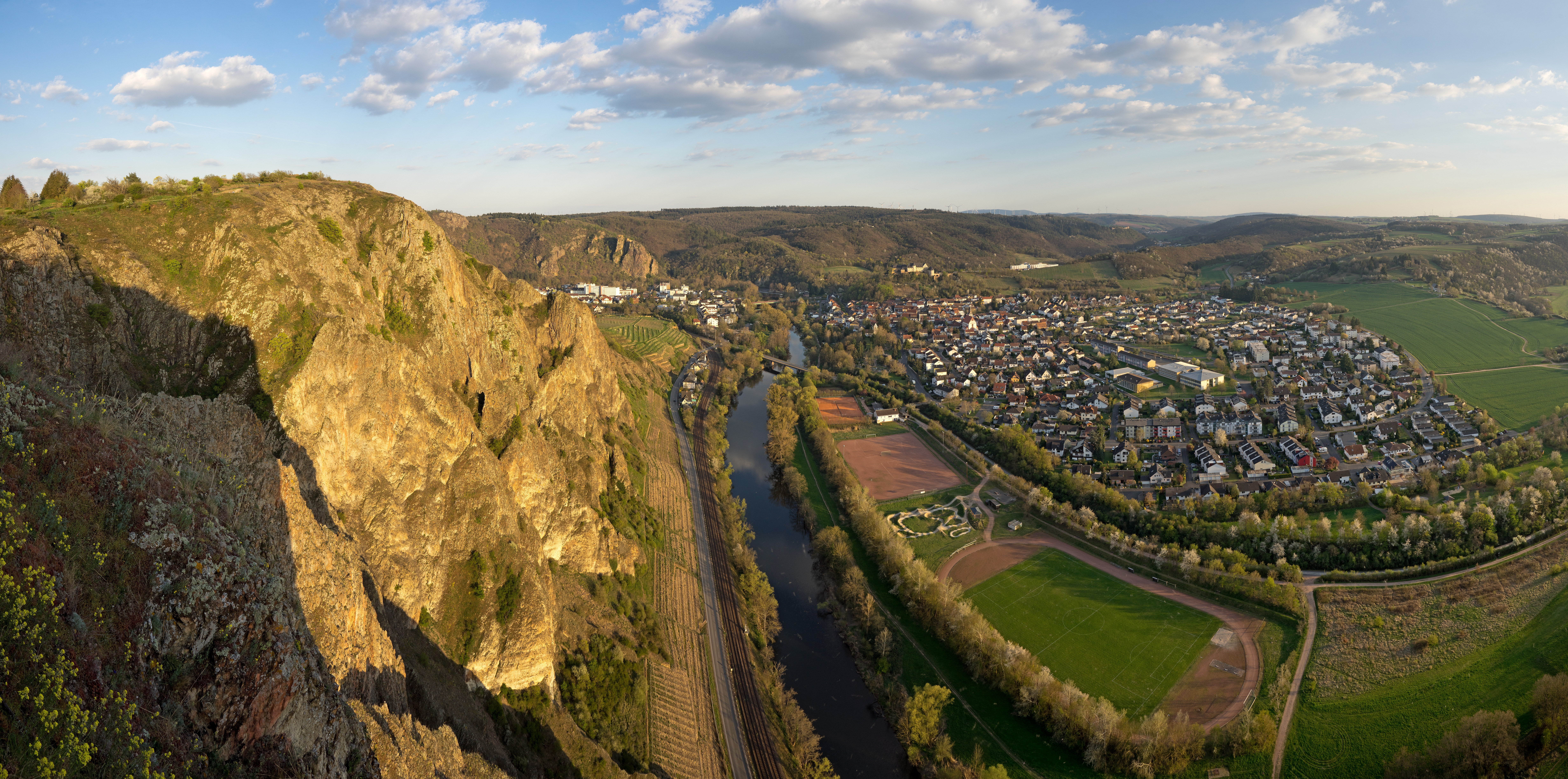
Blick von der Bastei des Rotenfels
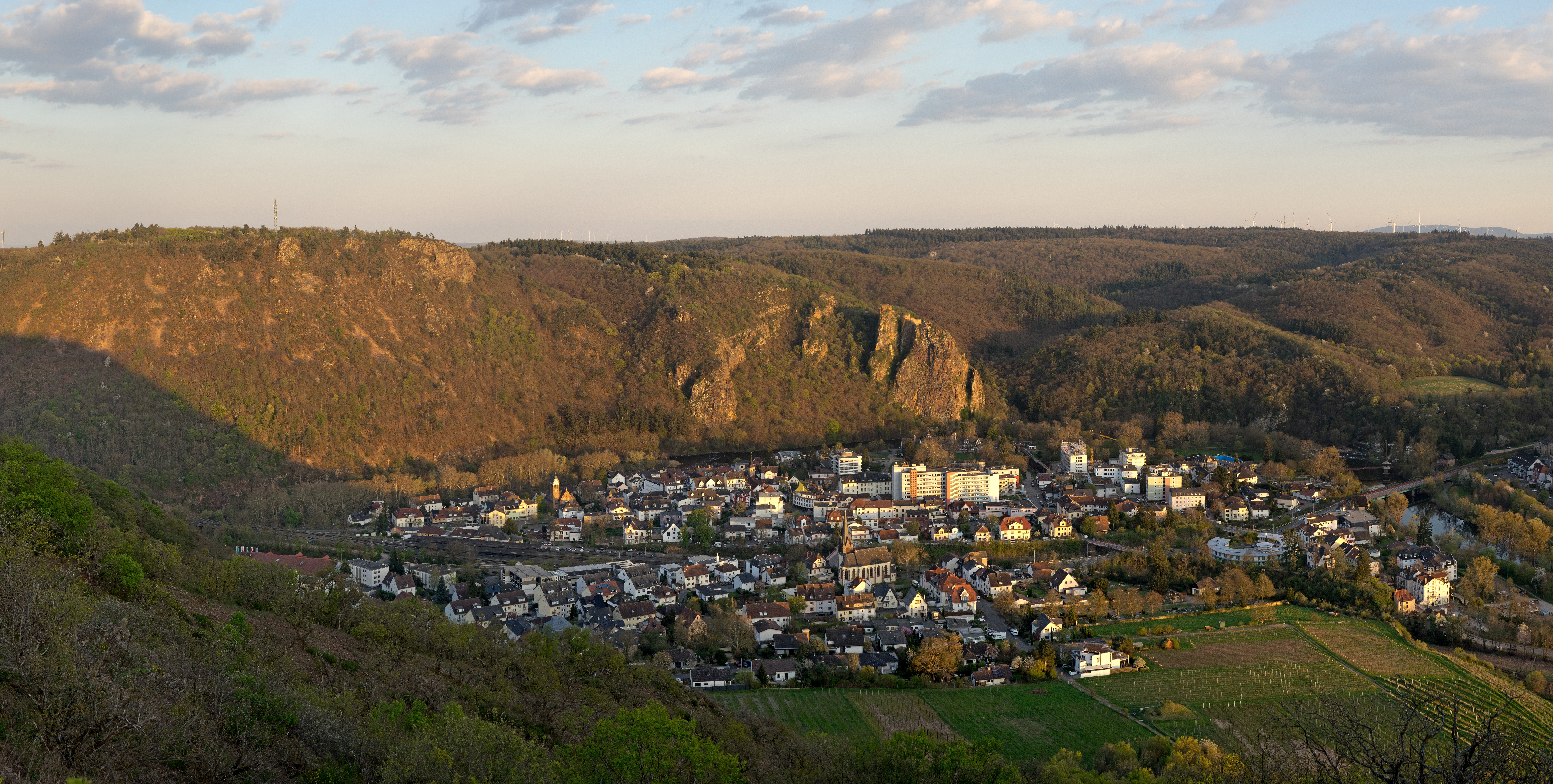
Blick vom Rotenfels auf Bad Münster am Stein
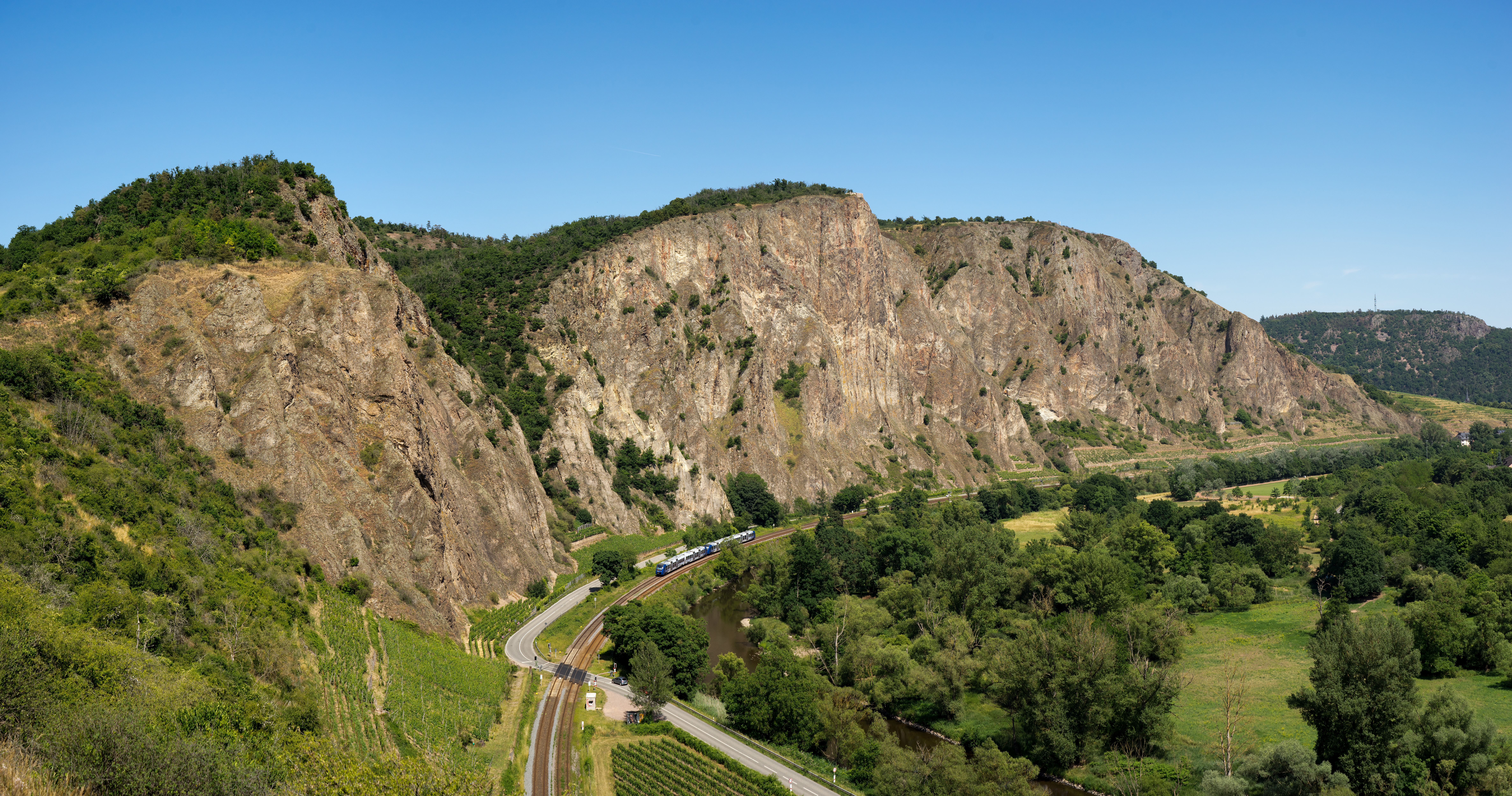
Blick vom Lercherberg auf den Rotenfels
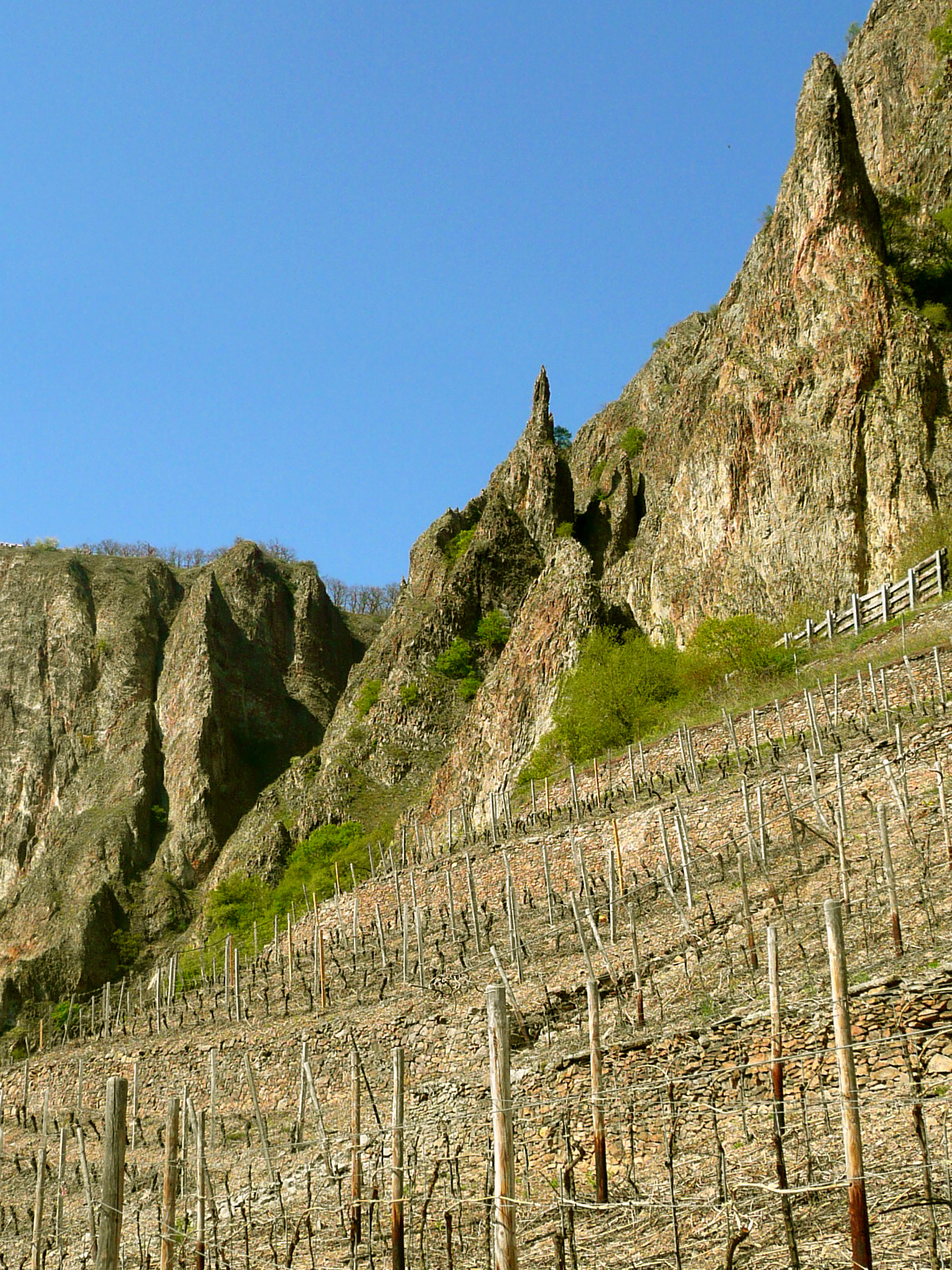
Der Weinberg Rotenfels im April
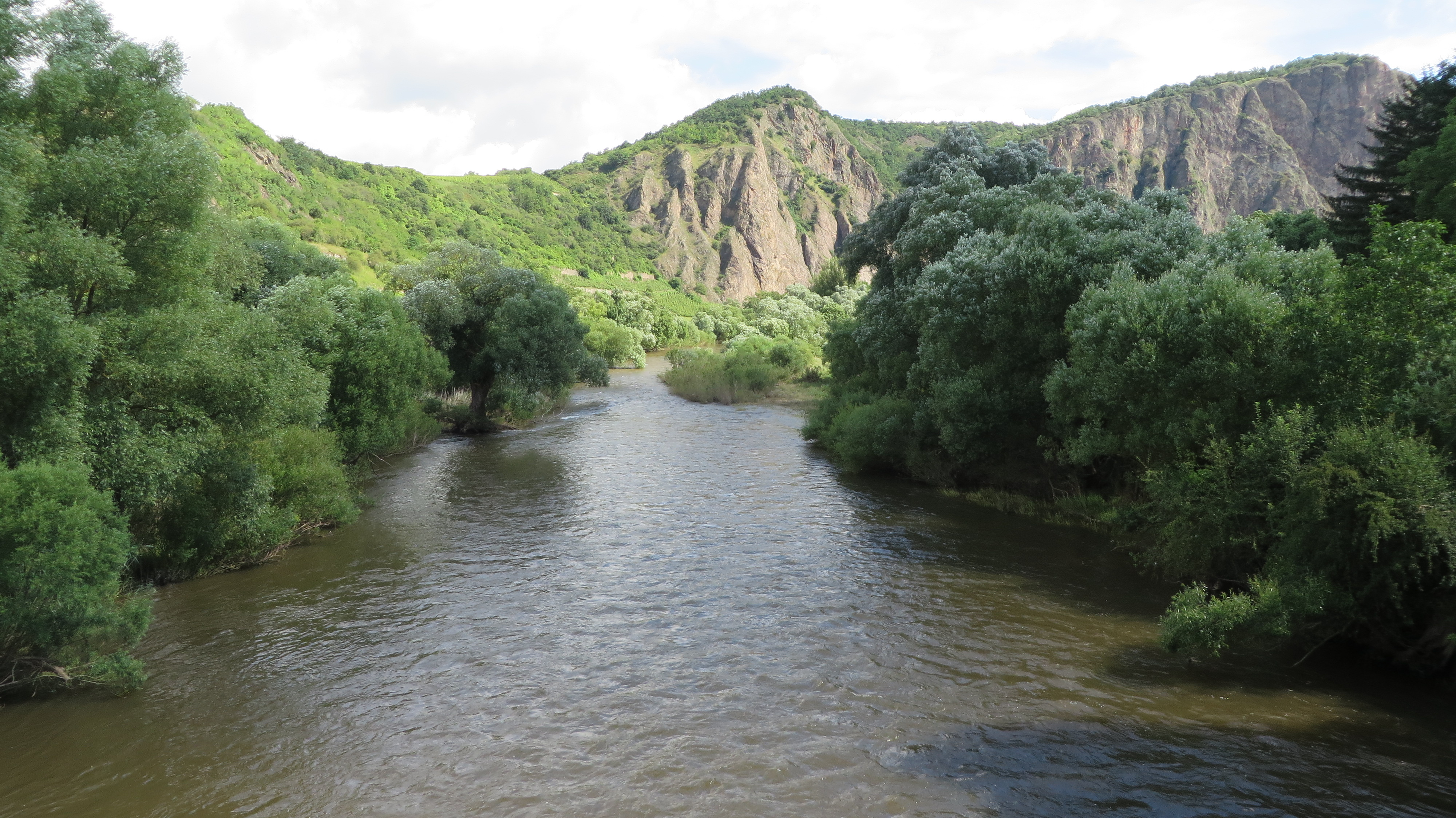
Blick von der Nahe aus Südwest
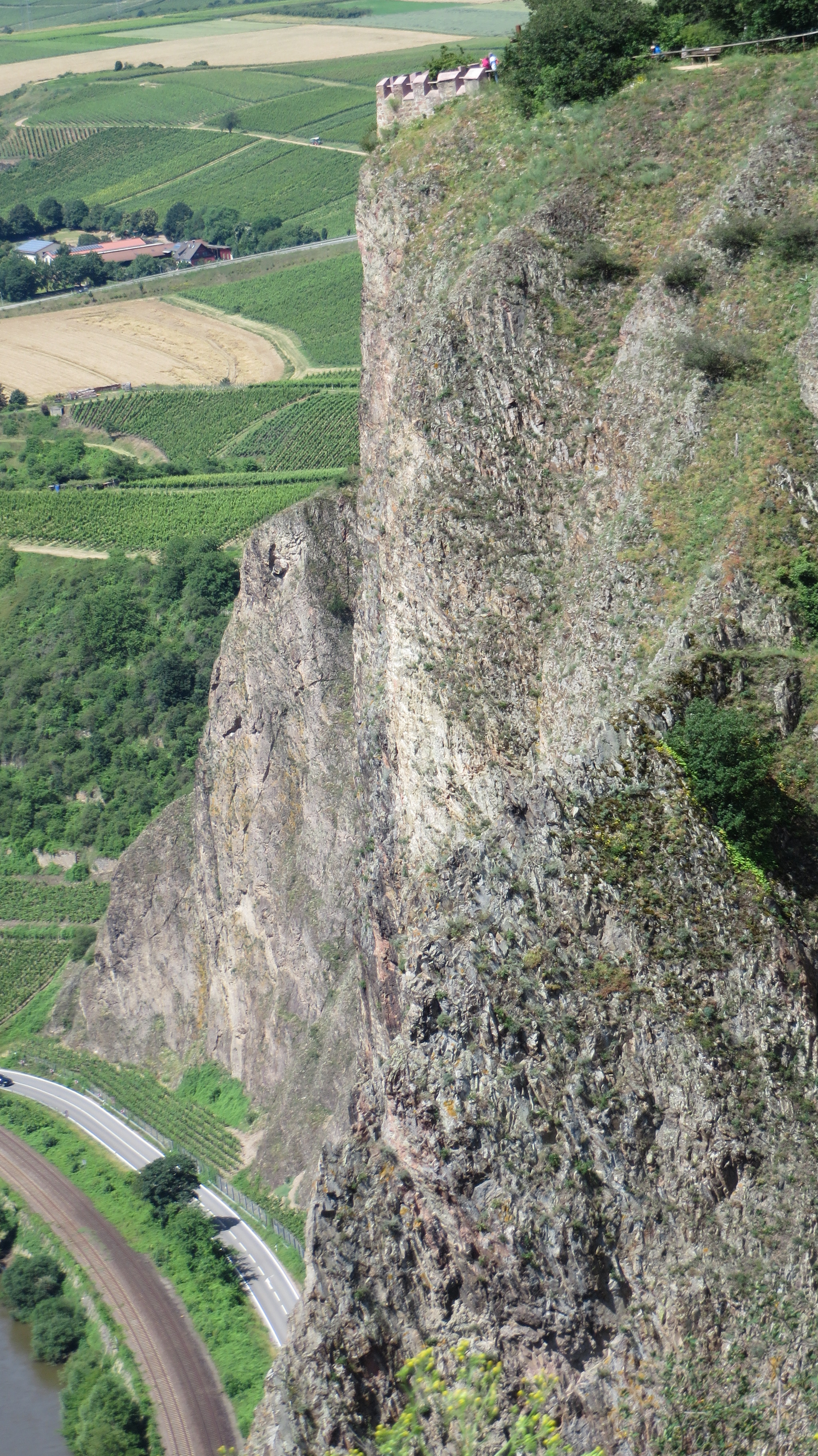
Seitenblick auf den Rotenfels mit Bastei
Rotenfels – Blick von der Ebernburg
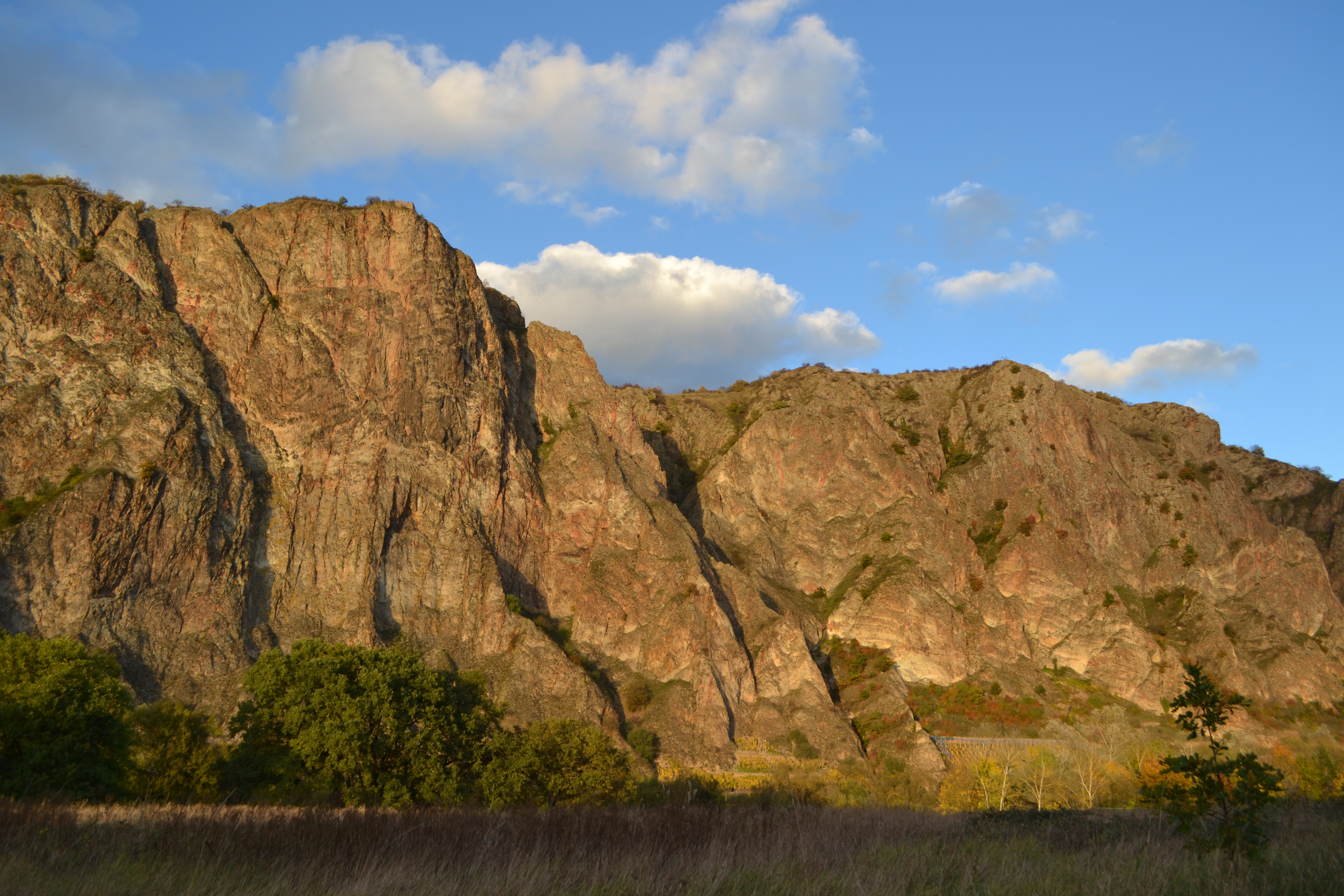
Blick von Bad Münster am Stein-Ebernburg
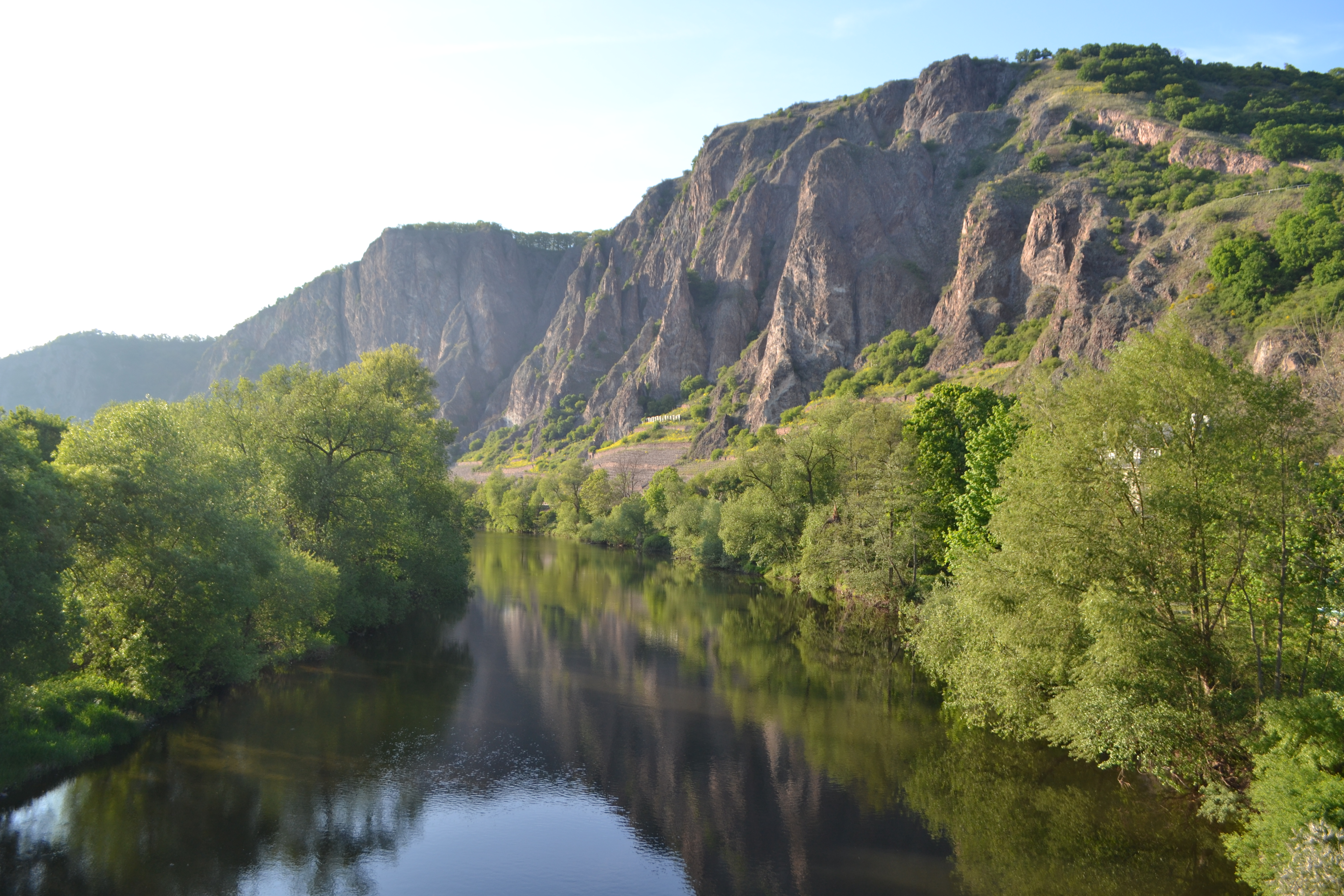
Blick von der Friedensbrücke auf die Nahe und den Rotenfels

## Weinbau
Am Fuß der Hänge des Rotenfels in Richtung Ebernburg wird bis heute Weinbau betrieben. Die Lage zählt zum Weinanbaugebiet Nahe und bildet hier aufgrund der Hangneigung und der Bodeneigenschaften des Porphyrs ein einzigartiges Terroir für die dort wachsenden Rebstöcke. Die teils winzigen Parzellen zwischen Felsmassiv und Bahnstrecke können ausschließlich von Hand bewirtschaftet werden.